# Каменное кольцо Ураг

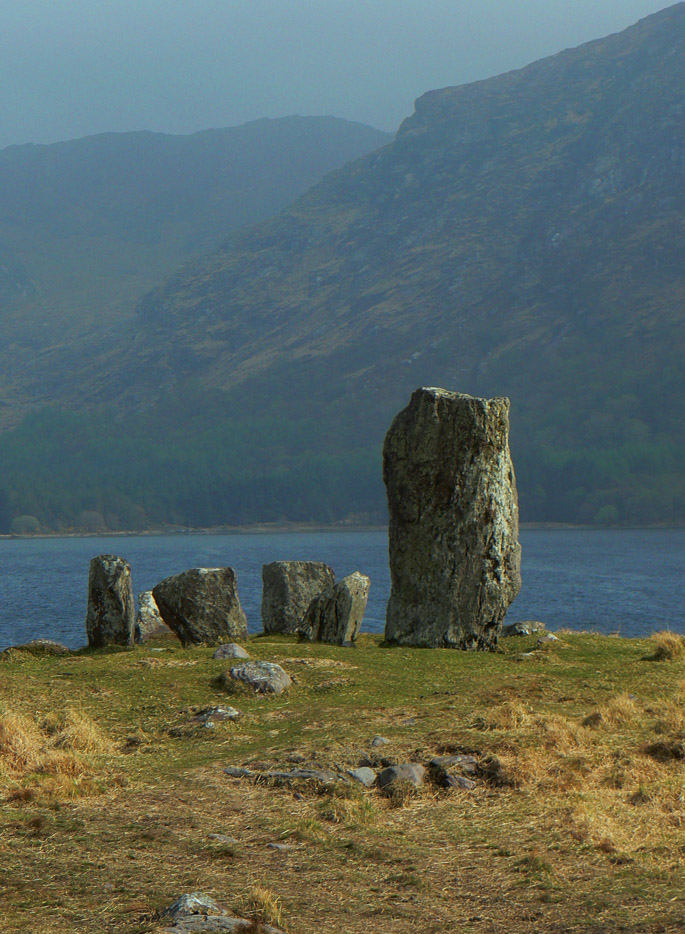
Каменное кольцо Ураг

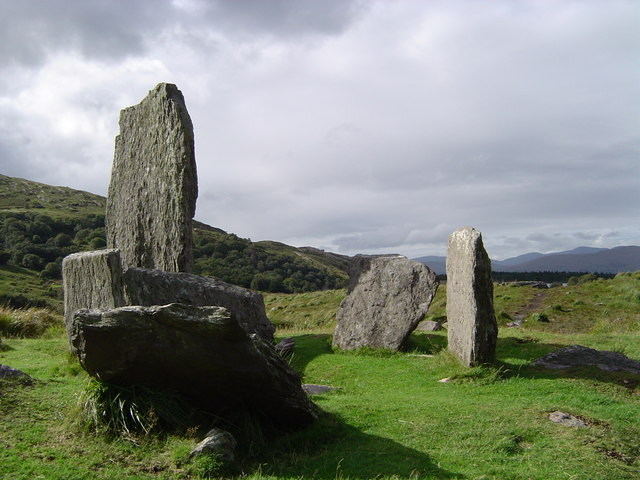
Вид с другой стороны

Каменное кольцо Ураг (англ. Uragh Stone Circle) — археологический памятник эпохи неолита в графстве Керри, Ирландия. Располагается вблизи парка Гленинчакуин, около городка Туосист на берегу озера Инчикуин.

## Описание
Представляет собой пять монолитов, находящихся в круге диаметром 2,4 м. Высота самого большого камня составляет около 3 м. Всего имеется два портальных камня, два боковых камня и осевой (лежачий) камень. Центр круга раскопан искателями сокровищ. 
Рядом есть ряд других памятников, в том числе несколько каменных кругов и несколько валунных захоронений. 

## История
Памятник датируется периодом от позднего неолита до раннего бронзового века. Сооружение было возведено с 3300 по 900 г. до н. э. Такие каменные круги обычно встречаются по всей Великобритании, Ирландии и Бретани. Первоначальная цель каменных кругов неизвестна, но многие археологи считают, что они использовались для различных целей, включая захоронения, религиозные или церемониальные цели. Также было высказано предположение, что камни были расположены в соответствии с расположением Луны и Солнца в небе в определённые дни.